# Haakon VI de Noruega
Haakon Magnusson, llamado también Haakon VI de Noruega (1340-1380). Rey de Noruega en el período de 1355 a 1380. Correy de Suecia de 1362 a 1364. Hijo del rey de Suecia y Noruega Magnus Eriksson y de Blanca de Namur. Su abuelo paterno era el poderoso duque Erik Magnusson.

## Biografía
Haakon nació en el año de 1340, posiblemente en agosto, en Suecia, aunque el lugar y la fecha exactos son desconociddos.. Su padre era el rey Magnus de Suecia y Noruega y por lo tanto Haakon era descendiente de las dinastías reinantes de Suecia y Noruega. Heredó el trono de Noruega desde 1343, mientras que su hermano Erik fue nombrado heredero de Suecia. Su padre permaneció ejerciendo el poder como regente de Noruega hasta 1355, cuando el joven Haakon alcanzó la mayoría de edad. Con la coronación de Haakon, se rompió la unión personal entre Noruega y Suecia que había existido durante el reinado de su padre.
Tras la muerte de su hermano Erik, quien había llegado a gobernar en Suecia de manera conjunta con el rey Magnus, Haakon se ganó la adhesión de los nobles suecos, quienes pretendían otorgarle la Corona sueca en oposición su padre. El apoyo de los nobles, junto con la debilidad e impopularidad de su padre, llevaron a Haakon a intervenir en Suecia en el año de 1361. La campaña de Haakon fue rápida y exitosa; ese mismo año encarceló a su padre, y a principios de 1362 fue elegido rey de Suecia.
Después de ese conflicto, Haakon se reconcilió con Magnus, y llegó un acuerdo con él para compartir el gobierno. Así, Suecia volvió a ser gobernada por dos reyes. Mientras tanto, Suecia se desarrollaba en una costosa guerra contra Dinamarca, y Haakon tendría un papel fundamental en la negociación de la paz, pues se uniría en matrimonio con la hija del rey danés Valdemar IV Atterdag, Margarita de Dinamarca. Esta boda sería la causa de una posterior unión política entre Noruega y Dinamarca que duraría más de 400 años.
Haakon tampoco sería un rey popular en Suecia, y los nobles que eran adversarios de su gobierno fueron desterrados. Una parte de estos nobles solicitaron la ayuda del duque de Mecklemburgo Alberto II, quien se apresuró a promover a su hijo Alberto como aspirante al trono sueco. La presencia del Alberto en Suecia desató una guerra civil entre sus partidarios y los de Haakon y Magnus.
La guerra contra Alberto fue al principio bastante costosa. El rey Magnus sería encarcelado y Haakon sería el principal oponente al noble alemán, que se erigió en 1364 como nuevo rey de Suecia, y pretendía, en su guerra contra Haakon, conquistar Noruega. Comandante del ejército noruego, y en alianza con el campesinado sueco y con el rey de Dinamarca, Haakon y Magnus representaban un peligro para Alberto, y trataron de recuperar el trono sueco. Ambos pusieron sitio a la ciudad de Estocolmo, pero no tuvieron éxito. En estas circunstancias se firmó la paz. Alberto permaneció como rey de Suecia y renunció a sus pretensiones sobre Noruega, Magnus fue liberado, y junto con Haakon gobernó las provincias suecas de Värmland y Dalsland.
Falleció en mayo de 1380. Le sucedió su hijo Olaf, de diez años de edad.

## Matrimonio y descendencia
Se casó con Margarita Valdemarsdotter, la hija del rey danés Valdemar IV Atterdag. La pareja tuvo por descendencia a:
- Olaf Haakonsson (1370-1387). Rey de Dinamarca y Noruega y aspirante al trono de Suecia.

| Predecesor: Magnus VII Eriksson | Rey de Noruega 1355 - 1380                         | Sucesor: Olaf IV                     |
| Predecesor: Magnus II Eriksson  | Rey de Suecia (con Magnus II Eriksson) 1319 - 1364 | Sucesor: Alberto III de Mecklemburgo |

- Datos: Q313015
- Multimedia: Haakon VI of Norway / Q313015